# 多同
多同（?—?），彝族史料称之为多同米，西汉西南夷夜郎侯。
建元六年（前135年），汉武帝经略西南，派唐蒙为中郎将出使夜郎，赠送大批财物，在当地修道路，设郡县。成立犍为郡，修筑从僰道到越巂郡的道路。元狩元年（前122年），汉武帝派王然于出使滇国，路过夜郎，多同问汉与夜郎孰大，即夜郎自大的典故。元鼎元年（前111年），汉灭南越，多同入朝，汉朝在夜郎设置牂柯郡。进封多同为夜郎王。